# Stara Wieś (rejon żabinecki)
Stara Wieś (biał. Старое Сяло; ros. Старое Село) – wieś na Białorusi, w obwodzie brzeskim, w rejonie żabineckim, w sielsowiecie Oziaty.
Znajduje się tu parafialna cerkiew prawosławna pw. Wszystkich Świętych.
W dwudziestoleciu międzywojennym wieś leżała w Polsce, w województwie poleskim, w powiecie kobryńskim.